# Robert Homer Mollohan
Robert Homer Mollohan (ur. 18 września 1909, zm. 3 sierpnia 1999) – amerykański polityk związany z Partią Demokratyczną. W dwóch różnych okresach, najpierw w latach 1953–1957 i ponownie w latach 1969–1983, był przedstawicielem pierwszego okręgu wyborczego w stanie Wirginia Zachodnia w Izbie Reprezentantów Stanów Zjednoczonych.
W 1983 roku pozycję tę objął jego syn, Alan Bowlby Mollohan.